# Premi e riconoscimenti di Carly Pearce
Questa è una lista dei premi e dei riconoscimenti ricevuti da Carly Pearce.

## Academy of Country Music Awards
| Anno | Nomina                       | Premio                          | Risultato       |
| ---- | ---------------------------- | ------------------------------- | --------------- |
| 2018 | Carly Pearce                 | New Female Vocalist of the Year | Candidato/a     |
| 2019 | Carly Pearce                 | New Female Vocalist of the Year | Candidato/a     |
| 2020 | Carly Pearce                 | Female Artist of the Year       | Candidato/a     |
| 2020 | I Hope You're Happy Now      | Single of the Year              | Vincitore/trice |
| 2020 | I Hope You're Happy Now      | Music Event of the Year         | Vincitore/trice |
| 2022 | Carly Pearce                 | Female Artist of the Year       | Vincitore/trice |
| 2022 | 29: Written in Stone         | Album of the Year               | Candidato/a     |
| 2022 | Never Wanted to Be That Girl | Video of the Year               | Candidato/a     |
| 2022 | Never Wanted to Be That Girl | Music Event of the Year         | Vincitore/trice |
| 2023 | Carly Pearce                 | Female Artist of the Year       | Candidato/a     |
| 2023 | Never Wanted to Be That Girl | Single of the Year              | Candidato/a     |
| 2023 | What He Didn't Do            | Visual Media of the Year        | Candidato/a     |

## CMT Music Awards
| Anno | Nomina                       | Premio                                  | Risultato       |
| ---- | ---------------------------- | --------------------------------------- | --------------- |
| 2018 | Every Little Thing           | Breakthrough Video of the Year          | Vincitore/trice |
| 2018 | Every Little Thing           | Female Video of the Year                | Candidato/a     |
| 2019 | Closer to You                | Female Video of the Year                | Candidato/a     |
| 2021 | Next Girl                    | Female Video of the Year                | Candidato/a     |
| 2022 | Never Wanted to Be That Girl | Collaborative Video of the Year         | Candidato/a     |
| 2022 | Dear Miss Loretta            | Digital – First Performance of the Year | Candidato/a     |
| 2023 | One Way Ticket               | CMT Performance of the Year             | Candidato/a     |
| 2023 | What He Didn't Do            | Female Video of the Year                | Candidato/a     |

## Country Music Association Awards
| Anno | Nomina                       | Premio                      | Risultato       |
| ---- | ---------------------------- | --------------------------- | --------------- |
| 2019 | Carly Pearce                 | New Artist of the Year      | Candidato/a     |
| 2020 | Carly Pearce                 | New Artist of the Year      | Candidato/a     |
| 2020 | I Hope You're Happy Now      | Song of the Year            | Candidato/a     |
| 2020 | I Hope You're Happy Now      | Musical Event of the Year   | Vincitore/trice |
| 2020 | I Hope You're Happy Now      | Video of the Year           | Candidato/a     |
| 2021 | 29                           | Album of the Year           | Candidato/a     |
| 2021 | Carly Pearce                 | Female Vocalist of the Year | Vincitore/trice |
| 2022 | Carly Pearce                 | Female Vocalist of the Year | Candidato/a     |
| 2022 | Never Wanted to Be That Girl | Single of the Year          | Candidato/a     |
| 2022 | Never Wanted to Be That Girl | Song of the Year            | Candidato/a     |
| 2022 | Never Wanted to Be That Girl | Musical Event of the Year   | Vincitore/trice |
| 2022 | Never Wanted to Be That Girl | Video of the Year           | Candidato/a     |
| 2023 | Carly Pearce                 | Female Vocalist of the Year | Candidato/a     |
| 2023 | We Don't Fight Anymore       | Musical Event of the Year   | Candidato/a     |

## Grammy Awards
| Anno | Nomina                       | Premio                             | Risultato       |
| ---- | ---------------------------- | ---------------------------------- | --------------- |
| 2023 | Never Wanted to Be That Girl | Best Country Duo/Group Performance | Vincitore/trice |
| 2024 | We Don't Fight Anymore       | Best Country Duo/Group Performance | Candidato/a     |

## Grand Ole Opry
| Anno | Nomina       | Premio               | Risultato       |
| ---- | ------------ | -------------------- | --------------- |
| 2021 | Carly Pearce | Inducted as a member | Vincitore/trice |

## iHeartRadio Music Awards
| Anno | Nomina       | Premio                  | Risultato   |
| ---- | ------------ | ----------------------- | ----------- |
| 2019 | Carly Pearce | Best New Country Artist | Candidato/a |

## National Music Publisher's Association Awards (NMPA)
Il premio è assegnato agli autori delle canzoni.
| Anno | Data         | Nomina                       | Premio         | Risultato       |
| ---- | ------------ | ---------------------------- | -------------- | --------------- |
| 2018 | 29 marzo     | Every Little Thing           | Gold           | Vincitore/trice |
| 2019 | 29 ottobre   | Every Little Thing           | Platinum       | Vincitore/trice |
| 2020 | 30 giugno    | I Hope You're Happy Now      | Gold           | Vincitore/trice |
| 2020 | 30 settembre | I Hope You're Happy Now      | Platinum       | Vincitore/trice |
| 2021 | 30 settembre | I Hope You're Happy Now      | Multi-Platinum | Vincitore/trice |
| 2021 | 30 settembre | Next Girl                    | Gold           | Vincitore/trice |
| 2022 | 31 dicembre  | What He Didn't Do            | Gold           | Vincitore/trice |
| 2022 | 31 dicembre  | Never Wanted To Be That Girl | Gold           | Vincitore/trice |
| 2023 | 30 giugno    | I Hope You're Happy Now      | Multi-Platinum | Vincitore/trice |
| 2023 | 30 giugno    | Next Girl                    | Platinum       | Vincitore/trice |
| 2023 | 30 giugno    | What He Didn't Do            | Platinum       | Vincitore/trice |
| 2023 | 30 settembre | Never Wanted To Be That Girl | Platinum       | Vincitore/trice |

## People's Choice Awards
| Anno | Nomina       | Premio                            | Risultato   |
| ---- | ------------ | --------------------------------- | ----------- |
| 2024 | Carly Pearce | Female Country Artist of the Year | Candidato/a |